# Tir aux Jeux panaméricains de 2019
Navigation
2015
Les compétitions de tir aux Jeux panaméricains de 2019 ont lieu du 8 au 10 août 2019 à Lima, au Pérou.

## Médaillés

### Hommes
| Carabine à air 10 mètres             | Lucas Kozeniesky (USA)  | Edson Ramirez (MEX)    | Marcelo Gutierrez (ARG) |  |  |  |
| Carabine à 50 mètres trois positions | Timothy Sherry (USA)    | Michael McPhail (USA)  | José Luis Sánchez (MEX) |  |  |  |
|                                      |                         |                        |                         |  |  |  |
| Pistolet à air à 10 mètres           | Jorge Grau (CUB)        | Nickolaus Mowrer (USA) | Júlio Almeida (BRA)     |  |  |  |
| Pistolet à 25 mètres tir rapide      | Jorge Álvarez (CUB)     | Leuris Pupo (CUB)      | Marko Carrillo (PER)    |  |  |  |
|                                      |                         |                        |                         |  |  |  |
| Trap                                 | Brian Burrows (USA)     | Derek Haldeman (USA)   | Roberto Schmits (BRA)   |  |  |  |
| Skeet                                | Christian Elliott (USA) | Juan Schaeffer (GUA)   | Nicolas Pacheco (PER)   |  |  |  |

### Femmes
| Carabine à air à 10 mètres           | Alison Weisz (USA)      | Minden Miles (USA)       | Fernanda Russo (ARG)    |  |  |  |
| Carabine à 50 mètres trois positions | Sarah Beard (USA)       | Eglis Yaima Cruz (CUB)   | Virginia Thrasher (USA) |  |  |  |
|                                      |                         |                          |                         |  |  |  |
| Pistolet à air à 10 mètres           | Laina Pérez (CUB)       | Andrea Pérez Peña (ECU)  | Sheyla González (CUB)   |  |  |  |
| Pistolet à 25 mètres                 | Sandra Uptagrafft (USA) | Diana Durango (ECU)      | Andrea Pérez Peña (ECU) |  |  |  |
|                                      |                         |                          |                         |  |  |  |
| Trap                                 | Ashley Carroll (USA)    | Rachel Tozier (USA)      | Alejandra Ramírez (MEX) |  |  |  |
| Skeet                                | Kimberly Rhode (USA)    | Francisca Crovetto (CHI) | Dania Vizzi (USA)       |  |  |  |

### Par équipe mixte
| Épreuves                   | Or                                         | Argent                                       | Bronze                                   |
| -------------------------- | ------------------------------------------ | -------------------------------------------- | ---------------------------------------- |
| Pistolet à air à 10 mètres | Cuba Laina Pérez Jorge Grau                | États-Unis Miglena Todorova Nickolaus Mowrer | Équateur Andrea Pérez Peña Yautung Cueva |
|                            |                                            |                                              |                                          |
| Carabine à air à 10 mètres | Argentine Fernanda Russo Marcelo Gutierrez | États-Unis Minden Miles Lucas Kozeniesky     | Mexique Gabriela Martínez Edson Ramirez  |
|                            |                                            |                                              |                                          |
| Trap                       | États-Unis Ashley Carroll Derek Haldeman   | États-Unis Rachel Tozier Brian Burrows       | Canada Amanda Chudoba Curtis Wennberg    |

## Tableau des médailles
| Rang  | Nation     | Or | Argent | Bronze | Total |
| ----- | ---------- | -- | ------ | ------ | ----- |
| 1     | États-Unis | 10 | 8      | 2      | 20    |
| 2     | Cuba       | 4  | 2      | 1      | 7     |
| 3     | Argentine  | 1  | 0      | 2      | 3     |
| 4     | Équateur   | 0  | 2      | 2      | 4     |
| 5     | Mexique    | 0  | 1      | 3      | 4     |
| 6     | Chili      | 0  | 1      | 0      | 1     |
| 6     | Guatemala  | 0  | 1      | 0      | 1     |
| 8     | Brésil     | 0  | 0      | 2      | 2     |
| 8     | Pérou      | 0  | 0      | 2      | 2     |
| 10    | Canada     | 0  | 0      | 1      | 1     |
| Total | Total      | 15 | 15     | 15     | 45    |